# The Great Shadow (film)
The Great Shadow er en amerikansk stumfilm fra 1920 af Harley Knoles.

## Medvirkende
- Tyrone Power Sr. som Jim McDonald
- Donald Hall som Donald Alexander
- Dorothy Bernard som Elsie Alexander
- Jack Rutherford som Bob Sherwood
- Louis Stern som Klimoff
- E. Emerson
- Eugene Hornboestel som Frank Shea